# Cäciliengroden

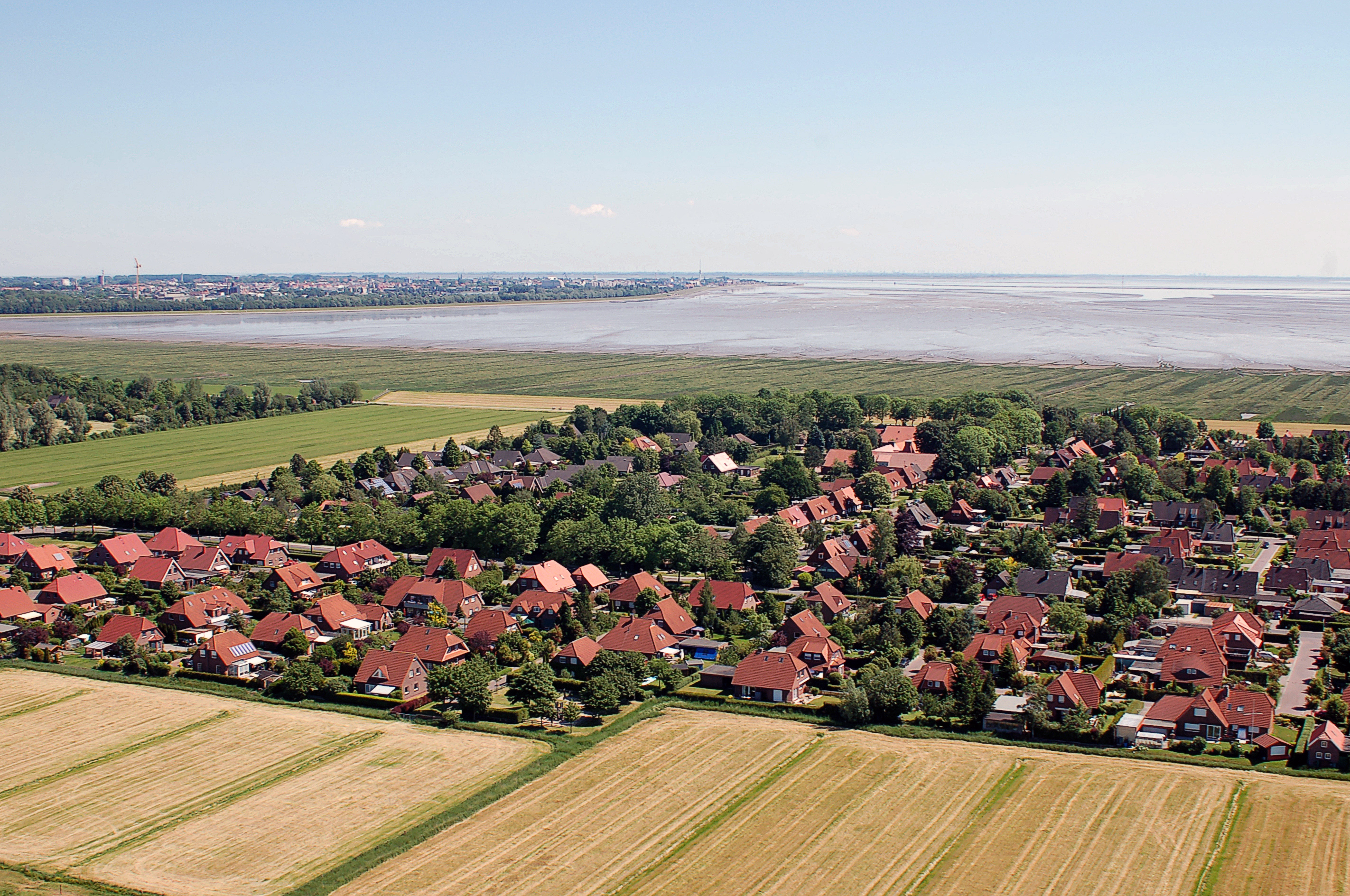
Luftbild, im Hintergrund Jadebusen und Wilhelmshaven

Cäciliengroden ist ein Ortsteil der Gemeinde Sande im Landkreis Friesland.

## Lage
Die Siedlung liegt im gleichnamigen Cäciliengroden direkt am Deich zum Jadebusen. Der Groden wurde 1844 eingedeicht und ist nach der am 27. Januar 1844 verstorbenen Großherzogin Cäcilie von Oldenburg benannt.

## Geschichte
Der Ort Cäciliengroden wurde in den Jahren 1938/1939 als Siedlung für dienstverpflichtete Arbeiter der Wilhelmshavener Kriegsmarinewerft errichtet. Bereits 1937 wurde in verschiedenen Plänen zur Erweiterung der Stadt Wilhelmshaven eine Siedlung im Cäciliengroden räumlich dargestellt. Die Wilhelmshavener Wohnungsbaugesellschaft „Jade“ erhielt im gleichen Jahr schließlich den Auftrag zur Anlage der Siedlung. Die Gesellschaft beauftragte ihrerseits den Bremer Architekten Friedrich Heuer (1897–1960) mit den weiteren Planungen von Siedlung und Häusern. Im April 1938 konnte mit dem Bau der ersten Häuser begonnen werden. Als erster Siedler bezog Rudolf Meyer mit seiner Frau Gretchen, geb. Decker das fast fertige Haus in der Paul-Hug-Straße 26. Ende 1939 waren 256 Siedlungshäuser und 104 Volkswohnungen fertiggestellt. Im August 1940 wurde die geplante Schule eingeweiht und 1943 entstand noch das Siedler- bzw. Jugendheim in der Nähe des Sportplatzes. Weitere geplante öffentliche Gebäude konnten jedoch kriegsbedingt nicht mehr gebaut werden. Der Zweite Weltkrieg hinterließ nur wenige Zerstörungen. In den Nachkriegsjahren wurden die vorhandenen Siedlungshäuser und Volkswohnungen privatisiert. Durch die Ausweisung von Neubauviertel im Südosten, Nordwesten und Westen wuchs die Ortschaft weiter an. Im November 1959 konnte die evangelisch-lutherische Christus-Kirche nach Plänen der Sander Architektin Frieda Timpe eingeweiht werden. 1981 erfolgte der Umbau des Siedler- und Jugendheims zum heutigen Dorfgemeinschaftshaus. Das evangelische Gemeindehaus „Die Brücke“ erhielt 1986 einen Erweiterungsbau.
In Cäciliengroden befindet sich eine evangelisch-lutherische Christus-Kirche, die zur Kirchengemeinde Sande gehört. Der Christuskirche ist das Gemeindezentrum „Die Brücke“ angeschlossen.

## Sehenswürdigkeiten

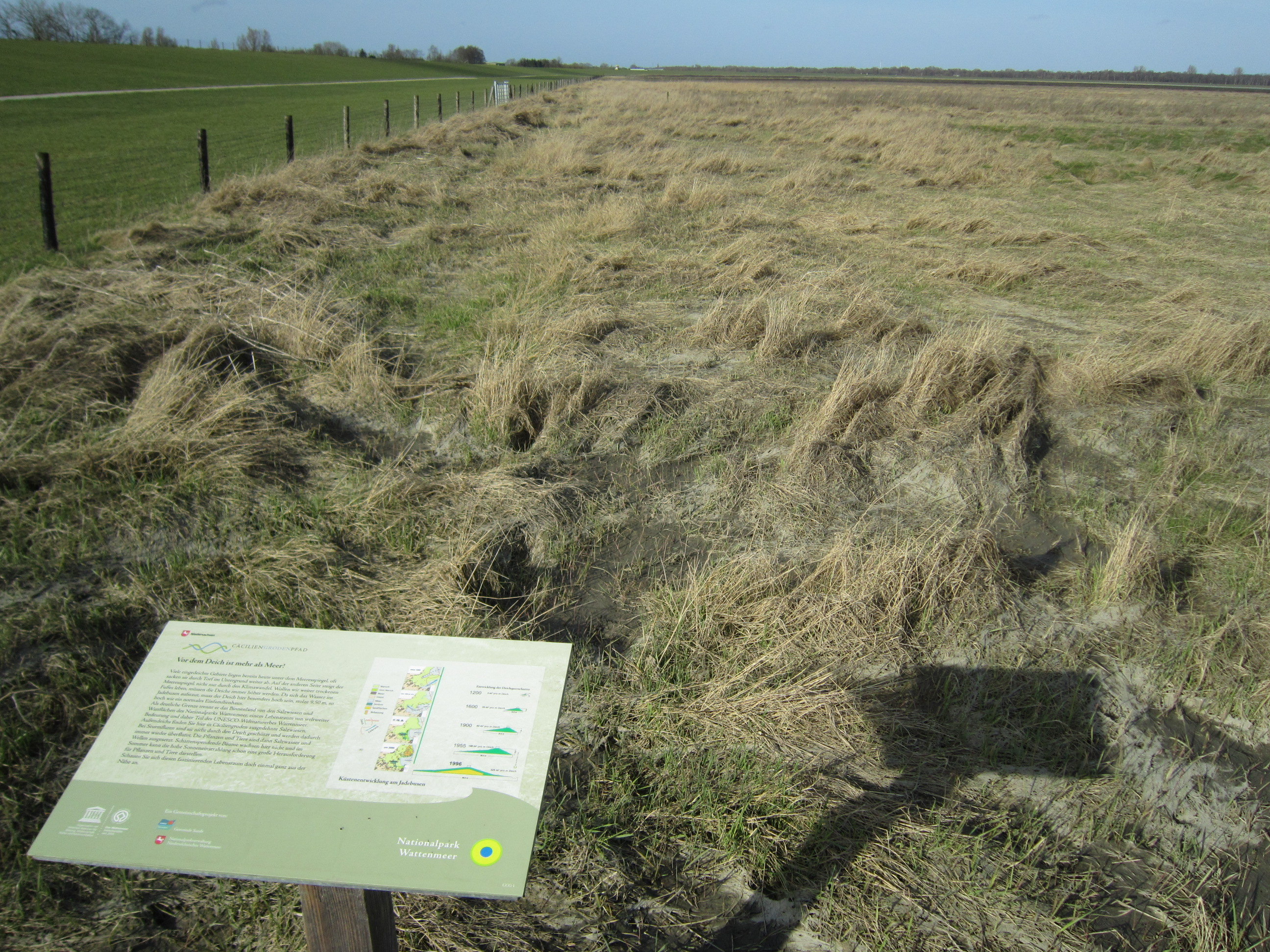
Seedeich und Salzwiese am Cäciliengrodenpfad vor Cäciliengroden

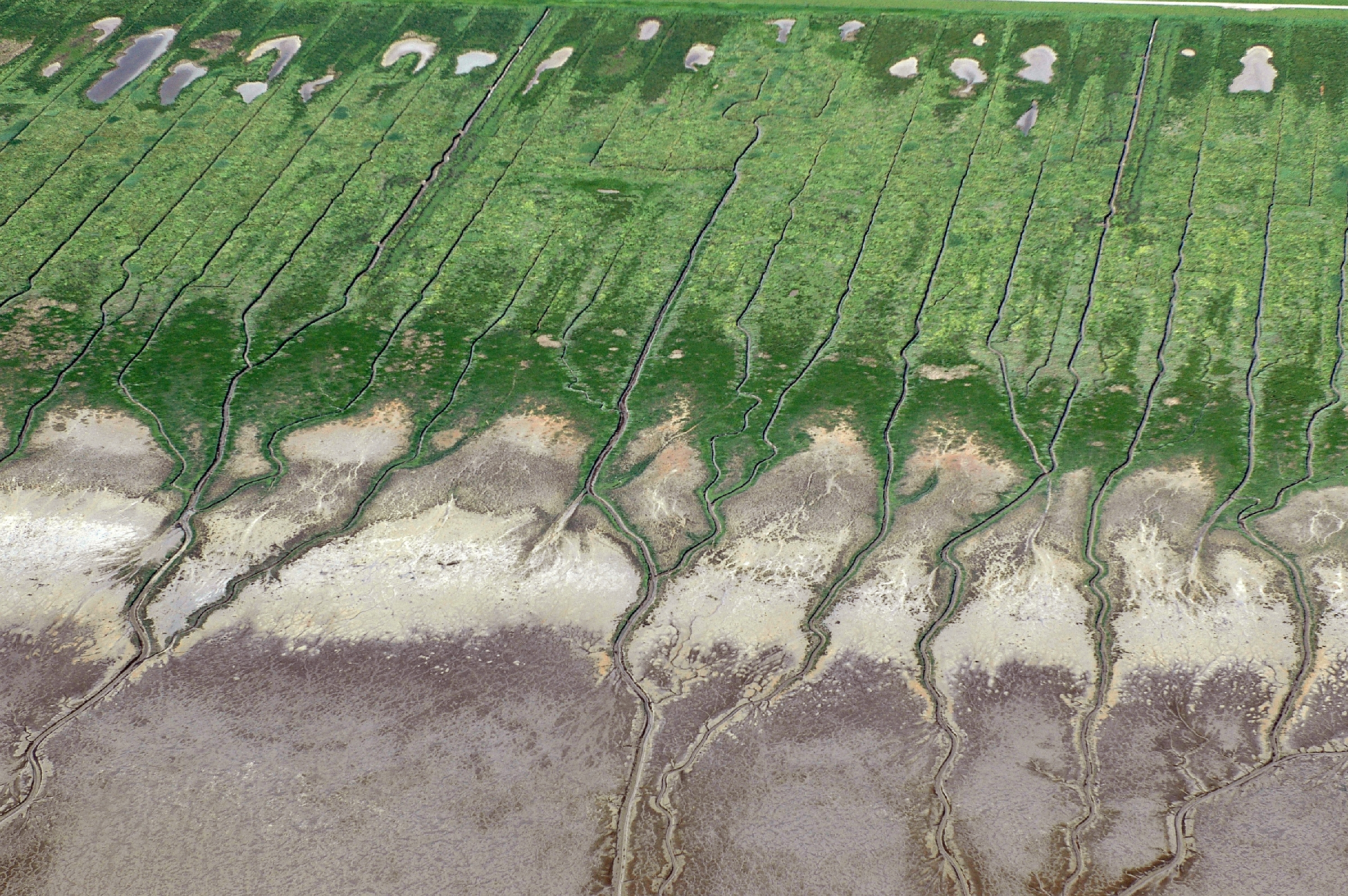
Salzwiesen und Watt mit Prielen vor Cäciliengroden (Luftbild)

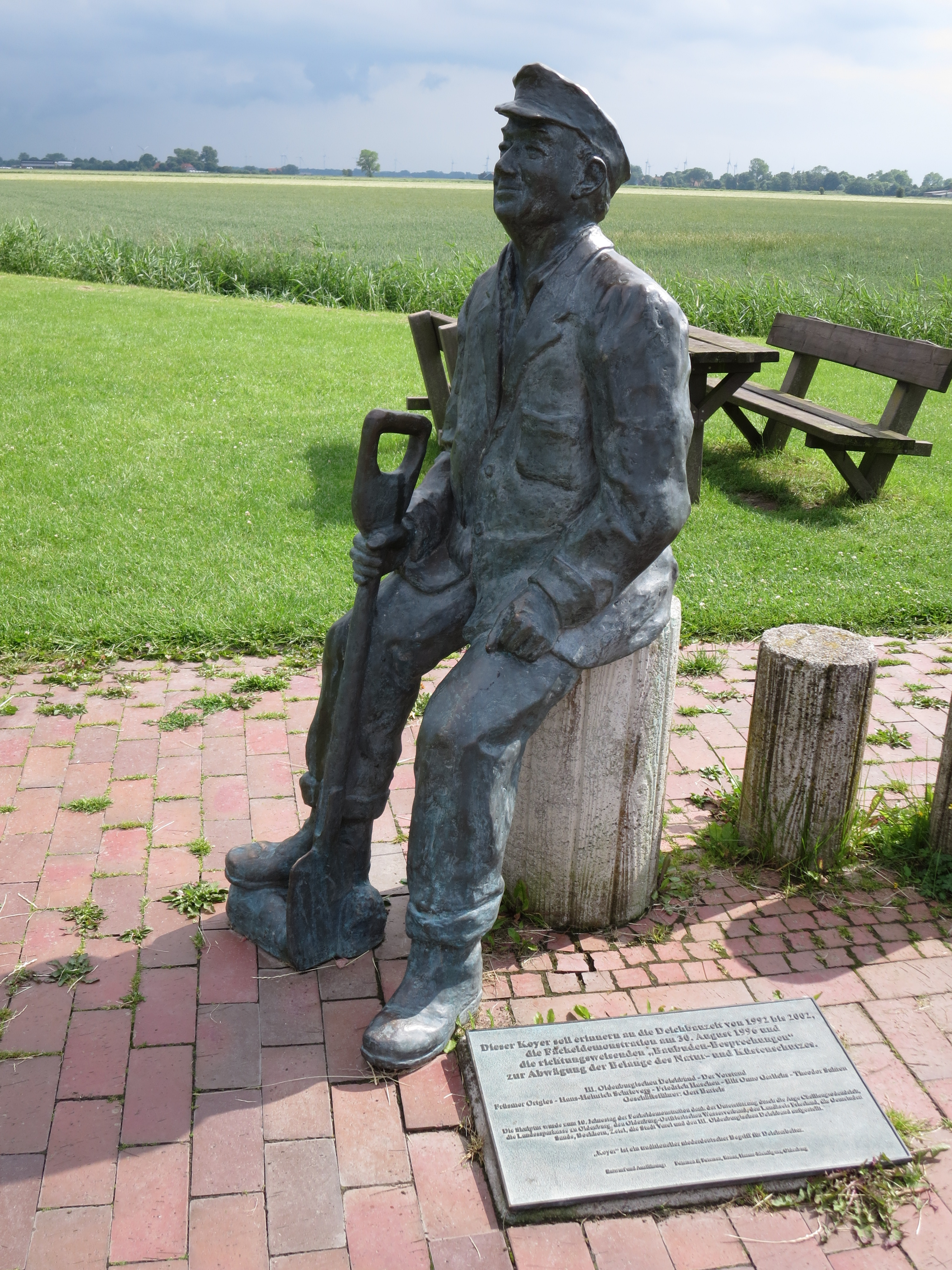
Der Koyer am Seedeich

Die Salzwiesen vor dem Deich in Cäciliengroden liegen im Jadebusen und gehören zum Nationalpark Niedersächsisches Wattenmeer. Hier befindet sich seit dem 13. Juni 2010 der Salzwiesenlehrpfad „Cäciliengrodenpfad“ in Form einer Holzbohlenanlage, die rund 100 Meter tief in die Salzwiesen führt. Die Aussichtsplattform am Ende der Anlage bietet die Möglichkeit, in Ruhe die umgebende Natur zu beobachten. Der Lehrpfad ist mit Informationstafeln zur Pflanzen- und Tierwelt sowie zum Klimawandel versehen. Von der Aussichtsplattform besteht die Möglichkeit, über einen markierten Weg weiter bis zum Wasser zu wandern. Die Salzwiesen gehören zur Ruhezone und dürfen zum Schutz der Natur nur auf den markierten Wegen betreten werden.
Cäciliengroden liegt am so genannten Skulpturenpfad Kunst am Deich. Der Skulpturenpfad wurde im Expo-Jahr 2000 angelegt und verläuft entlang des Radweges am Seedeich von Mariensiel über Cäciliengroden bis nach Dangast. Die sieben Skulpturen entstanden während eines Bildhauersymposiums und wurden von sieben verschiedenen Künstlern geschaffen. Die Skulpturen stellen die sieben Tage der Schöpfungsgeschichte dar. Im Bereich von Cäciliengroden befinden sich die Skulpturen für den zweiten Schöpfungstag „Die Fest, der Himmel“ von Adrian Jähne und den dritten Schöpfungstag „Erde und Meer, die Pflanzen“ von Thorsten Schütt.
Am Ende der Fritz-Erler-Straße, direkt am Deich von Cäciliengroden steht die Bronzefigur „Der Koyer“. Koyer ist der traditionelle niederdeutsche Begriff für einen Deicharbeiter, der in früheren Zeiten die Deiche lediglich mit Hilfe von so genannten Koyerkarren, also den zum Transport der Deicherde dienenden Schubkarren, errichtete. Der Entwurf für die Bronzeskulptur stammt von den Brüdern Hans-Christian und Anders Petersen (Petersen & Petersen) aus Esens. Die Aufstellung und Einweihung der Figur erfolgte anlässlich des 10. Jahrestags der großen Fackeldemonstration vom 30. August 1996, bei der bis zu 10.000 Menschen an einer Fackeldemonstration für den Küstenschutz und gegen einen Baustopp aus naturschutzrechtlichen Gründen demonstriert hatten. Die Hinweistafel zu Füßen der Figur enthält die folgende Widmung: „Dieser Koyer soll erinnern an die Deichbauzeit in den Jahren von 1992 bis 2002, Fackeldemonstration vom 30. August 1996 sowie an die richtungsweisenden Baubuden-Besprechungen zur Abwägung der Belange des Natur- und Küstenschutzes“.

## Sport
- TuS Cäciliengroden – Gründungsjahr 1945 – Sportarten: Handball, Turnen, Gymnastik, Radsport, Wandern, Ju-Jitsu[3]
- FC Rot-Weiß Sande-Cäciliengroden – Gründungsjahr 1950 – Sportart: Fußball[4]
- Boßelverein Hart um Hart – Gründungsjahr 1948 – Sportart: Boßeln[5]